# Максимальний удар
«Максимальний удар» (англ. Maximum Impact) — бойовик спільного виробництва Росії і США. Режисер — Анджей Бартков'як. Спочатку світову прем'єру була запланована на кінець 2016 року, пізніше перенесена на другу половину 2017 року.

## Сюжет
У Москву прибуває Державний секретар США для участі в переговорах щодо нормалізації російсько-американських відносин. Однак терористи організовують замах на нього і викрадають його внучку. Над світом нависає загроза Третьої світової війни. Тепер спецагентам ЦРУ і ФСБ доведеться об'єднатися для порятунку світу.

## У ролях
- Олександр Невський — Максим Кадурін
- Келлі Ху — Кетті
- Ерік Робертс — Роберт Джейкосб
- Денні Трехо — Санчес
- Том Арнольд — агент Барнс
- Марк Дакаскос — Тоні Лі
- Бай Лін — Мелані Скенлон
- Маттіас Г'юз — Ян
- Вільям Болдвін — замовник замаху
- Одін Байрон — Флойд
- Євген Стичкін — Андрій Дуров
- Максим Віторган — Добринін
- Андрій Кайков — Льовкін
- Аристарх Венес — Павло Чернов

## Зйомки
Зйомки стартували 4 липня 2015 рік а. Московський етап зйомок завершився в серпні 2015 року. В Америці зйомки проходили в Вашингтоні і в Лос-Анджелесі. Автором сценарію є Росс Ла Манна, який свого часу писав сценарії для серії фільмів «Час пік». За словами президента кінокомпанії «Czar Pictures» Олександра Ізотова, сюжет фільму натхненний зустріччю міністра закордонних справ Росії Сергія Лаврова і держсекретаря США Джона Керрі. Постановником поєдинків виступає Джеймс Лью, який раніше ставив трюки у фільмі «Смертельна зброя 4». Як оператор запрошений Верн Ноблс, який працював над фільмом «Нестримні».

## Критика
Фільм отримав низькі відгуки від глядачів та кінокритиків. На сайті IMDb фільм має оцінку 2,3 з 10 моживих. Кінокритик Євген Баженов (Badcomedian) виклав у себе на каналі 40-хвилинну рецензію, де розкритикував фільм з Олександром Невським у головній ролі.